# Port-Gentil
Port-Gentil är Gabons näst största stad. Den hade 136 462 invånare år 2013. Staden är landets ledande hamnstad och centrum för landets olje- och träindustri. Port-Gentil ligger nära Gabons västligaste punkt Kap Lopez.
Staden grundades av Frankrike 1873. År 1900 fick staden sitt nuvarande namn efter den franske kolonialadministratören Émile Gentil. 

## Artikelursprung
Den här artikeln är helt eller delvis baserad på material från engelskspråkiga Wikipedia, tidigare version.